# Acinonyx jubatus hecki
Acinonyx jubatus hecki is een ondersoort van het jachtluipaard, die voorkomt in het noordwesten van Afrika, in de Sahara en Sahel. De ondersoort is geclassificeerd als kritiek bedreigd op de IUCN rode lijst. In 2008 werd gedacht dat de populatie uit minder dan 250 volwassen exemplaren bestond.
A. j. hecki werd beschreven door Duitse zoöloog Max Hilzheimer in 1913 onder de wetenschappelijke naam Acinonyx hecki.

## Taxonomie
Felis jubata senegalensis werd beschreven door Henri Marie Ducrotay de Blainville in 1842, op basis van een jachtluipaard uit Senegal. Aangezien deze naam al bezet was, wordt er vanuit gegaan dat deze synoniem is met A. j. hecki.
Acinonyx hecki was de wetenschappelijke naam die werd voorgesteld door Max Hilzheimer in 1913, op basis van een jachtluipaard in gevangenschap in Zoo Berlin, die oorspronkelijk ook uit Senegal kwam.

## Eigenschappen
A. j. hecki ziet er heel anders uit dan de andere Afrikaanse jachtluipaardondersoorten. Zijn vacht is korter en bijna wit van kleur, met vlekken die vervagen van zwart over de ruggengraat naar lichtbruin op de poten. Het gezicht heeft weinig of zelfs geen vlekken en de traanstrepen (donkere strepen die lopen van de middencanthus van elk oog langs de zijkant van de snuit naar de mondhoek) ontbreken vaak. De lichaamsvorm is in principe hetzelfde als die van de zuidelijke ondersoort, maar hij is iets kleiner.

## Verspreiding en leefgebied
Deze ondersoort komt voor in de westelijke en centrale Sahara en de Sahel in kleine, gefragmenteerde populaties. 
Op basis van gegevens van 2007 tot 2012 wordt de jachtluipaardpopulatie in West-, Centraal- en Noord-Afrika geschat op 457 individuen in een gebied van 1.037.322 km², waaronder 238 jachtluipaarden in de Centraal-Afrikaanse Republiek en Tsjaad, 191 jachtluipaarden in Algerije en Mali, en 25 jachtluipaarden in het beschermde W-Arli-Pendjari-complex in Benin, Burkina Faso en Niger.
In Niger komen populaties voor in de noordelijke delen van het land in de Ténéréwoestijn en in de zuidelijke savanneregio van nationaal park W. De gegevens over Togo dateren uit de jaren 1970. A. j. hecki zou regionaal uitgestorven zijn in Marokko, de Westelijke Sahara, Senegal, Guinee, Guinee-Bissau, Sierra Leone, Ivoorkust en Ghana.
In Mali zijn in de jaren 1990 jachtluipaarden waargenomen in Adrar des Iforas en in de regio Kidal. In 2010 werd een jachtluipaard gefotografeerd in het Termitmassief in Niger met een cameraval.
Tijdens een onderzoek dat tussen januari 2008 en mei 2010 werd uitgevoerd, werden geen cheeta's waargenomen in de noordelijke provincie, Kameroen.
Tussen augustus 2008 en november 2010 werden vier individuen door cameravallen vastgelegd in het Nationaal park Ahaggar in het zuiden van Midden-Algerije. Een enkel jachtluipaard werd opnieuw gefilmd en gefotografeerd door Algerijnse naturalisten in 2020 in hetzelfde park in het vulkanische gebied Atakor, waarvan de toppen een hoogte van 3.000 meter naderen.

## Gedrag en ecologie
In de Saharawoestijn stijgt de dagtemperatuur tot boven de 40 °C, is water schaars en valt er onregelmatige regen. Twee onderzoeken met cameravallen in het Ahaggarmassief toonden aan dat jachtluipaarden in dit gebied verschillende gedragsaanpassingen vertonen aan dit barre klimaat: ze zijn voornamelijk nachtdieren en actief tussen zonsondergang en vroege ochtenden; ze leggen grotere afstanden af en komen in een lagere dichtheid voor dan jachtluipaarden die in savannes leven.
De belangrijkste prooien van de A. j. hecki zijn antilopen die zich hebben aangepast aan een droge omgeving, zoals de addax, dorcasgazelle, duingazelle en damagazelle. Hij aast ook op kleinere zoogdieren zoals hazen. Jachtluipaarden kunnen overleven zonder directe toegang tot water en halen water indirect uit het bloed van hun prooi.